# Kaleidoskop (Förderprogramm)
Kaleidoskop war von 1996 bis 1999 ein Kulturförderprogramm der EU, das derselben Programmgeneration wie Raphael und Ariane angehörte und mit diesen ein Gemeinschaftsprojekt bildete. Ziel des Programms war die Förderung künstlerischer und kultureller Aktivitäten durch europäisch-partnerschaftliche Projekte.

## Hintergrund
Die Rechtsgrundlage für Kaleidoskop bildete der im Jahr 1993 in Kraft getretene Vertrag von Maastricht. Dieser hatte die Förderung europäischer Integration zum Ziel und durch Artikel 128 ermöglichte er europäischen Institutionen durch Fördermaßnahmen im Bereich der Kultur enger zusammenzuarbeiten.

## Die Fördermaßnahmen
Für den gesamten Projektzeitraum standen 36,7 Mio. Euro zur Verfügung. Von diesen Finanzmitteln wurden in den vier Jahren 518 Projekte finanziert.

## Ziele und Zielgruppen
Das Programm Kaleidoskop hatte zum Ziel, die kulturellen und künstlerischen Aktivitäten durch europäische Zusammenarbeit zu fördern und damit die Verbreitung der Kultur in Europa voranzutreiben wie auch eine bessere Kenntnis der europäischen Kulturen zu fördern. Dies sollte vor allem durch partnerschaftliche und innovative Projekte geschehen. Zudem sollten durch das Programm Künstler und Kulturakteure verstärkt gefördert werden.
Das Programm richtete sich an kulturelle Netzwerke und Partnerschaften, die aus Kooperationen von mindestens drei Mitgliedsstaaten bestanden und in den Bereichen darstellende Kunst, bildende Kunst und angewandte Kunst agierten.

## Folgeprogramme
Zu Beginn des Jahres 2000 wurden die Kulturförderprogramme Kaleidoskop, Ariane und Raphael vom Programm Kultur 2000 abgelöst. Am 1. Januar 2007 startete dann das Kulturförderprogramm Kultur 2007–2013, das am 31. Dezember 2013 enden wird.